# Kōsaku Takii
Kōsaku Takii (滝井 孝作, Takii Kōsaku), 4 avril 1894 - 21 novembre 1984, est un poète japonais de haiku, nouvelliste et auteur du célèbre « roman [je] » Mugen Hōyō.

## Biographie
Takii naît à Takayama, préfecture de Gifu, où son père est ébéniste. Ayant perdu sa mère et ses deux frères à 13 ans, il est forcé d'aller travailler dans les marchés aux poissons de la ville. En 1909, âgé de 15 ans, il fait la rencontre du poète haiku Hekigotō Kawahigashi et décide de consacrer sa vie à la poésie. Il s'installe à Tokyo en 1914, où il travaille comme rédacteur en chef du magazine haïku Kaikō (« Mer cramoisie »), et fréquente occasionnellement l'université Waseda. Sous l'influence de Naoya Shiga, il commence à publier de la fiction en 1919. Cette même année, il épouse une prostituée avec laquelle il vit jusqu'à la mort de celle-ci en 1922. Son célèbre roman, Mugen Hōyō (« L'Étreinte infinie »), écrit dans les années 1921-1924 sous forme de quatre histoires, raconte leur relation
Suivant Shiga, Takii déménage à Abiko, préfecture de Chiba, en 1922, puis Kyoto en 1923 et Nara en 1925. En 1930, il s'installe à Hachiōji, ville natale de sa seconde femme, et travaille pour l'armée au cours de la Seconde Guerre mondiale. Il continue pendant ce temps à publier des essais et des histoires. En 1959 il devient membre de l'Académie japonaise des arts. Il est lauréat du prix Yomiuri en 1968 pour Yashu, recueil de nouvelles, et du Nihon Bungaku Taisho (Grand prix de littérature japonaise) en 1974 pour Haijin Nakama (« Compagnons de haiku », publié en cinq parties 1969-1973). 
Takii décède d'une insuffisance rénale et est enterré dans le cimetière du Daiyu-ji à Takayama.
Seule une nouvelle de l'auteur, écrite en 1933, a été traduite en français par Patrick de Vos : Avare ou gâteux (Yokuboke), dans Anthologie de nouvelles japonaises contemporaines (Tome II), Gallimard, 1989.

## Source de la traduction
- (en) Cet article est partiellement ou en totalité issu de l’article de Wikipédia en anglais intitulé « Kōsaku Takii » (voir la liste des auteurs).